# Kalanetika
Kalanetika je relativně prosté cvičení, jehož cílem je zpevnění a zformování postavy. Na rozdíl od např. kulturistiky není zaměřena na nárůst svalové hmoty. Cvičení je založeno na cíleném protahování svalů. Ty se posilují a zároveň se zvyšuje jejich pružnost. Principem této metody je časté opakování pohybů s malým rozsahem. Protože v sadě cvičení nejsou žádné poskoky, je kalanetika vhodná také pro lidi s nemocnými klouby.